# Kriemhild Limberg
Kriemhild Limberg-Hausmann (née le 8 septembre 1934 à Rheinhausen et morte le 24 août 2020 à Neuss) est une athlète allemande, spécialiste du lancer du disque. 
Elle remporte la médaille de bronze du lancer du disque lors des championnats d'Europe 1958, devancée par la Soviétique Tamara Press et la Tchécoslovaque Štěpánka Mertová.
Elle se classe 4e des Jeux olympiques de 1960 et 7e des Jeux olympiques de 1964.